# Senandrija
Senandrija, Sendrija ili Sendra (mađ. Szentendre, nje. Sankt Andrä, slovački: Svätý Ondrej, srednji lat.: Sankt Andrae , srp.: Сентандреја), gradić je u Mađarskoj.

## Upravna organizacija
Nalazi se u Peštanskoj županiji u središnjoj Mađarskoj. Upravno je sjedište senandrijskog kotara.
Poštanski broj je 2000 i 2001.
1900. je dobila status grada.

## Zemljopis
Nalazi se na 47° 40' sjeverne zemljopisne širine i 19° 5' istočne zemljopisne dužine, nekoliko kilometara sjeverno od Budimpešte, na zapadnoj obali Dunava.
Kod Senandrije Dunav se račva na dva dijela oko Senandrijske ade.
Obližnju uzvisinu mjesni Hrvati zovu Magareće brdo (mađarsko ime je Samar).

## Povijest
Senandrija je u povijest bila važnim trgovištem, o čemu svjedoče izvori još iz 15. stoljeća. Početkom 20. st. se je odredilo neka Senandrija bude "grad umjetnosti". Tad su brojne stare kuće otkupljene i onda ih se dalo umjetnicima neka se služe njima. Tako je danas ovaj grad najgušća naseobina umjetnika u Mađarskoj. Brojni u njemu žive ili imaju atelje, a trenutačno je 150 najpoznatijih mađarskih likovnih umjetnika u Senandriji. Pored umjetničkog utočišta, danas je ladanjsko mjesto stanovnika Budimpešte.

## Kultura
- Senandrijsko ljeto (počinje na Ivanjdan)
- Brojne galerije[3]

## Stanovništvo
Na popisu 2001. je u Senandriji živjelo 22.324 stanovnika. Mađari su većina. U Sendri još žive Nijemci, kojih je 1%, Slovaci, kojih je 0,6%, Romi, kojih je 0,5%, Srbi, kojih je 0,4%, Hrvati (iz skupine Dalmatina), kojih je 0,2%, Poljaci, kojih je 0,2%, Rumunji, kojih je 0,2%, Ukrajinci, kojih je 0,1% te ostali.
Blizu polovine stanovnika su rimokatolici. Kalvinista je 13,5%, luterana je 2%, grkokatolika je 1,4%, Židova je 0,2%, bez vjere je 16,9% te nepoznato i vjerski neizjašnjenih 15,4%.
U Sendriji djeluju njemačka, hrvatska (od 1994.), romska i srpska manjinska samouprava.

### Hrvati u Senandriji
Mjesni Hrvati pripadaju skupini Dalmatina, dalmatinskih Hrvata. 
Brojno su bili značajni od polovice 16. do druge polovice 20. stoljeća. Za duhovne potrebe su se brinuli franjevci iz Bosne Srebrene. 
Jedan doseljenički val Hrvata je došao 1690. Ti Hrvati su utemeljili katoličku zajednicu u Senandriji. Župne knjige ih još 1705. vode kao Dalmata ili kao Croata,a u to vrijeme se u župnim knjigama javlja preko 40 hrvatskih prezimena. Kulturna djelatnost senandrijskih Hrvata je bila aktivna, pa su tako za potrebe mjesnih katolika tiskane krštenice na hrvatskom, a 1868. trojezični molitvenik na kojem je najveći broj stranica bio na hrvatskom.
Bunjevačka i šokačka vila je u 1870-ih imala u Senandriji svoga redovnog domaćeg suradnika, Ivana Radubickog.
Asimilatorski pritisci su u 19. i 20. st. jako pogodili ovu zajednicu. Radi odupiranja asimilaciji su mjesni Hrvati 1903. utemeljili udrugu Dalmatinsko bratinstvo.
Tradicionalni blagdan tih Hrvata je Dan Sv. Ivana Krstitelja (Ivanjdan). Do 1930. ga se slavilo u izvornom obliku. Kasnije, od 1975. se zaslugom senandrijske Hrvatice Eve Drobilić taj običaj, kao i još neke druge (dodole, dalmatski ukop) obnovilo i od onda se održava tradicionalno. Danas ga organizira hrvatska manjinska samouprava.
Tragovi senandrijskih Hrvata su ostali u toponimima, kao što su Dalmacijanska mala, Perakova ulica, Ditelinište, Liskovača, Šimin surduk, Juranova ćuprija i dr.
Zadnja osoba koja se dobro služila narječjem senandrijskih Hrvata je umrla 1998., dok današnji senandrijski Hrvati i osobe hrvatskog podrijetla slabo znaju hrvatski, ali čuvaju svijest o svom podrijetlu, a živost toga je potvrdilo utemeljenje hrvatske manjinske samouprave 1994.
U vrtovima potomaka senandrijskih Hrvata se uzgaja smokva, ružmarin, oleandar, điran i ine sredozemne kulture.
U crkvi sv. Ivana se još služi misa na hrvatskom jeziku. Kuriozitet je da se na njenom zvoniku nalaze grb gradića Senandrije, grb države Mađarske i grb Dalmacije.
Gradonačelnik grada Senandrije 2001. je bio Gabor Miakić, i sam hrvatskog podrijetla. S obzirom na to da brojne osobe hrvatskog podrijetla, učestala je pojava učenja hrvatskog jezika, kojega mnogi asimilirani potomci tamošnjih Hrvata nisu bili svjesni.

## Gradovi pobratimi
- Stari Grad
- Kalisz[7]

## Vanjske poveznice
- (mađ.) Službene stranice
- (engl.) Senandrija na fallingrain.com
- Sentandrijska Hrvatska Manjinska Samouprava Vinogradarska fešta 2003.